# 1256
1256 (MCCLVI) var ett skottår som började en lördag i den julianska kalendern.

## Händelser

### Okänt datum
- Påven Alexander IV utfärdar en bulla i syfte att frambringa ett korståg mot Karelen med flera hedniska områden.
- Birger jarl gör ett misslyckat försök att tillsammans med Tyska orden anlägga en svensk stödjepunkt söder om Finska viken. Som hämnd genomför novgoroderna ett misslyckat anfall mot Tavastland.
- Den norske kungen Håkon Håkonsson plundrar Halland.
- Lissabon blir Portugals huvudstad.

## Födda
- 6 januari – Gertrud av Helfta, tyskt helgon.
- Robert, greve av Clermont, fransk greve.

## Avlidna
- 1 september – Kujo Yoritsune, shogun av Japan.
- Margareta av Bourbon, regent i Navarra.
- Maria av Brabant (hertiginna av Bayern)